# Municipio de Raeford
El municipio de Raeford (en inglés: Raeford Township) es un municipio ubicado en el  condado de Hoke en el estado estadounidense de Carolina del Norte. En el año 2010 tenía una población de 12.955 habitantes.

## Geografía
El municipio de Raeford se encuentra ubicado en las coordenadas 34°59′43.6″N 79°13′36.12″O / 34.995444, -79.2267000.